# هاورد غرانت
هاورد غرانت (مواليد 22 يونيو 1966) هو ملاكم كندي، مثّل بلاده في الألعاب الأولمبية الصيفية 1988.

## روابط خارجية
هاورد غرانت على موقع بوكس ريك (الإنجليزية) (registration required)
- هاورد غرانت على موقع أوليمبيديا (الإنجليزية)
- هاورد غرانت على موقع اللجنة الأولمبية الكندية (الإنجليزية)